# Хомич Юрій Вікторович
Ю́рій Ві́кторович Хо́мич (нар. 30 липня 1986 — 6 жовтня 2022) — молодший сержант 95-ої окремої десантно-штурмової бригади, учасник російсько-української війни.

## Життєвий шлях
Навчався в 26 школі Житомира, в ПТУ №1 2009—2011 рр. на професії маляр, штукатур, лицювальник-плиточник, потім здобув фах інженера. 
Після повномасштабного вторгнення росії вже вдруге пішов боронити рубежі України. Перед цим Юрій воював в зоні проведення АТО у 2014—2015 роках.
Загинув десантник Юрій Хомич від осколкових поранень на Херсонщині шостого жовтня.
15 жовтня 2022 року похований у Житомирі, на Смолянському військовому цвинтарі.

## Нагороди
Указом Президента України № 310/2023 від 30 травня 2023 року, нагороджений орденом «За мужність» ІІІ ступеня посмертно.